# This Is Music
| Recensione | Giudizio |
| ---------- | -------- |
| AllMusic   |          |

This Is Music è un singolo del gruppo musicale britannico The Verve, pubblicato il 1º maggio 1995 come primo estratto dal secondo album in studio A Northern Soul.

## Tracce
Testi e musiche di The Verve.
CD (HUTCD 54)
1. This Is Music – 3:35
2. Let the Damage Begin – 4:23
3. You and Me – 3:55

12" (HUTT 54)
Lato A
1. This Is Music

Lato B
1. Let the Damage Begin
2. You and Me

7" (HUT 54)
Lato A
1. On Your Own – 3:35

Lato B
1. Let the Damage Begin – 4:20

## Formazione

### Gruppo
- Richard Ashcroft – voce, chitarra
- Nick McCabe – chitarra
- Simon Jones – basso
- Peter Salisbury – batteria

### Produzione
- The Verve – produzione
- Owen Morris – produzione (This Is Music e Let the Damage Begin)
- Pete Lewis – ingegneria del suono (You and Me)

## Classifiche
| Classifica (1995) | Posizione massima |
| ----------------- | ----------------- |
| Regno Unito       | 35                |